# Яґер Африканер
Яґер Африканер (бл. 1769 — 18 серпня 1823) — верховний вождь підтриби орлама племені нама у 1800—1823 роках.

## Життєпис
Походив з роду вождів орлама, клану Людей-шакалів, що мали родинні зв'язки з бурами. Син Клааса Африканера, верховного вождя. Народився близько 1769 року в Руд-Занді поблизу Тульбаху в Капській колонії, отримавшивши ім'я нама Л'Гомларамаб й голландське Яґер. Замолоду навчився застосуванню вогнепальної зброї. Допомагав голландцям воювати проти бушменів, що здійснювали напади на поселення колоністів.
Близько 1790 року спільно з батьком приєднався до голландського фермера Петруса Пінаара для переведення худоби на північ Капської колонії до поселення Капполісей. На цей час орлама стали фактично найманцями голландців, оскільки втратили свою череду худоби, вимінявши на зброю та алкоголь. У 1793 році вступив у суперечку з голландцями, але справа до зброї не дійшла.
У 1795 році через старість батько фактично передав Яґеру керування орлама. В цей час британці захопили Капську колонію. Яґер став допомагати ним у боротьбі проти бушменів, за що отримав прізвисько Мисливця за африканцями, тобто Африканера. У березні 1796 року внаслідок конфлікту вбив Петруса, його 3 братів, захопивши усю худобу, після чого відкочував на острови Оранжевої річки, звідки став здійснювати напади на голландських поселенців. Йому допомагав Стефанос, колишній найманець з Німеччини. 1799 року здійснив потужний рейд вглиб Капської колонії, після чого оголошений поза закону. Також гриква почали фортувати союзи для створення загонів самооборони.
1803 року почав стикатис яз рухом голландців з Капської колонії, внаслідок постійних сутичок 1806 року відступив північніше Оранжевої. Також він замирився з поселенцями, дозволивши прибуття до свого поселення християнських місіонерів. Заснував ставку впоселені Вармбад. Мирні відносини тривали до 1810 року, коли місіонери здійснили незаконий продаж худоми орлама. Загони Яґера здійснили напад на представництва Лондонського місіонерського товариства на іншому березі Оранжевої, в поселенні Пелла. З цього часу поновив напади на поселенців.
1815 року під впливом німецького місіонера Йоганна Ебнера хрестився як Хрістіан. Навчився читати і писати. 1818 року за посередництва шотландського місіонера Роберта Моффата почав домовляти з британським губернатором про замирення. У лютому 1819 року став клопотати перед лордом Чарлзем Соммерсетом, британським губернатором Капської колонії, про скасування рішення, яким він опинився поза законом. Наприкінці життя сам очолив християнськугромаду, де також виконував роль вчителя.
Заснував постійне поселення в ЛХаукса!нас. Помер 1823 року в Блидевервахті. За цим між його синами відбувся конфлікт, внаслідок чого старший син Гендрік залишився біля Оранжевої, а молодший Йонкер Африканер рушив на північ.